# Dimitrie Comșa

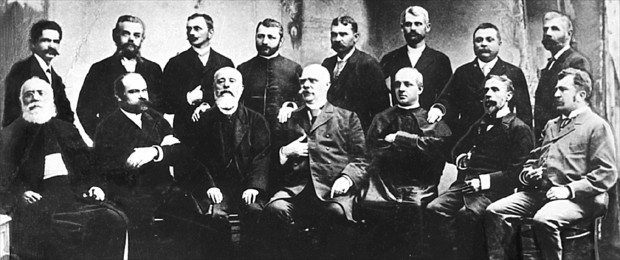
Semnatarii Memorandumului
Rândul de sus (de la stânga la dreapta): Dionisie Roman, Patriciu Barbu, Dr. D.O.Barcianu, Gherasim Domide, Dr. Teodor Mihali, Dr. Aurel Suciu, Mihaiu Veliciu, Rubin Patița
Rândul de jos (de la stânga la dreapta): Niculae Cristea, Iuliu Coroianu, Gheorghe Pop de Băsești, Dr. Ioan Rațiu, Dr. Vasile Lucaciu, Dimitrie Comșa, Septimiu Albini

Dimitrie Comșa (n. 29 septembrie 1846, Sibiu – d. 15 februarie 1931, Sibiu), agronom, profesor și om politic român, membru de onoare (1926) al Academiei Române. Fruntaș al Partidului Național Român. Unul dintre autorii și semnatarii Memorandumului (1892). A intervenit activ pentru modernizarea agriculturii („Călăuza agricolă”).